# Антипротон
Антипротонът (p) е античастицата на протона — имат същата маса, но отрицателен електричен заряд. Антипротоните са стабилни частици, но обикновено имат кратък живот, тъй като сблъсъкът им с протони предизвиква анихилация. Съществуването на антипротони е предвидено теоретично от Пол Дирак през 1928 година и е потвърдено експериментално от Емилио Сегре и Оуен Чембърлейн през 1955 година.